# Mike Johnson (jégkorongozó, 1974. március)
Mike Johnson (Halifax, Új-Skócia, 1974. március 29. –) kanadai jégkorongozó.

## Pályafutása
Komolyabb junior karrierjét az OHL-es Ottawa 67's-ben kezdte 1991-ben és 1994-ig játszott ebben a csapatban. Az 1992-es NHL-drafton a Minnesota North Stars választotta ki a hatodik kör 130. helyén. A National Hockey League-ben sosem játszott. A junior évek után egy évet töltött a kanadai válogatottban majd az IHL-es Las Vegas Thunderben kezdte meg felnőtt pályafutását. A követejző szezonban az IHL-es Peoria Rivermenbe, innen pedig az AHL-es Carolina Monarchs került. 1996–1997-ben ismét a kanadai nemzeti válogatottban játszott. 1997–1998-ban a német ligában kereste a kenyerét: játszott a Landshut EVben, a Hannover Scorpionsban és a Kaufbeurer Adlerben. 1998–1999-ben hét mérkőzésre ismét segítette nemzete válogatottját. 1999–2000-ben a WPHL-es New Mexico Scorpions és az IHL-es Houston Aerosban játszott. 2000–2001-ben az osztrák liga EC Graz csapatában szerepelt. Egy év kihagyás után a CHL-es Tulsa Oilersben játszott majd a következő szezonban a WHA2-ben a Jacksonville Barracudasban. Végül a dán liga Frederikshavn IK csapatából vonult vissza.